# Championnats du monde de karaté 1982
Navigation
Édition précédente Édition suivante
Les championnats du monde de karaté 1982 ont eu lieu à Taipei, à Taïwan, en 1982. Il s'agissait de la sixième édition des championnats du monde de karaté senior et de la première à proposer des compétitions de kumite féminin. Au total, 850 karatékas provenant de 46 pays du monde ont participé aux treize épreuves au programme.

## Résultats

### Épreuves individuelles

#### Kata
| Rang | Pays       | Karatéka     |
| ---- | ---------- | ------------ |
| 1    | Japon      | M. Koyama    |
| 2    | États-Unis | D. LLanos    |
| 3    | Italie     | M. Marangoni |

| Rang | Pays           | Karatéka     |
| ---- | -------------- | ------------ |
| 1    | Japon          | Mie Nakayama |
| 2    | Taipei chinois | M. Chu       |
| 3    | Australie      | A. Starling  |
| 3    | Japon          | M. Tabata    |

#### Kumite

##### Kumitemasculin
| Rang | Pays        | Karatéka              |
| ---- | ----------- | --------------------- |
| 1    | Finlande    | Jukka Pekka Vayarinen |
| 2    | France      | Rudolphe Vallée       |
| 3    | Venezuela   | R. Castillo           |
| 3    | Royaume-Uni | Steve McKinnon        |

| Rang | Pays    | Karatéka       |
| ---- | ------- | -------------- |
| 1    | Japon   | Yuichi Suzuki  |
| 2    | Italie  | G. Carcangiu   |
| 3    | Japon   | Toshiaki Maeda |
| 3    | Espagne | L. Sanz        |

| Rang | Pays     | Karatéka        |
| ---- | -------- | --------------- |
| 1    | Japon    | Seiji Nishimura |
| 2    | Finlande | M. Mika         |
| 3    | Italie   | R. Berbardi     |
| 3    | France   | Thierry Masci   |

| Rang | Pays           | Karatéka       |
| ---- | -------------- | -------------- |
| 1    | Suisse         | Javier Gomez   |
| 2    | Royaume-Uni    | A. Borg        |
| 3    | Taipei chinois | Ching Ming Lin |
| 3    | Pays-Bas       | Fred Royers    |

| Rang | Pays        | Karatéka        |
| ---- | ----------- | --------------- |
| 1    | Royaume-Uni | Pat McKay       |
| 2    | Finlande    | Tapio Pirttioja |
| 3    | Danemark    | J. Holm         |
| 3    | France      | Jacques Tapol   |

| Rang | Pays        | Karatéka         |
| ---- | ----------- | ---------------- |
| 1    | Royaume-Uni | Jeff Thompson    |
| 2    | France      | Patrice Ruggiero |
| 3    | Luxembourg  | Mario Garofoli   |
| 3    | Pays-Bas    | John Reeberg     |

| Rang | Pays        | Karatéka                |
| ---- | ----------- | ----------------------- |
| 1    | Japon       | Hisao Murase            |
| 2    | Espagne     | Antonio Martinez Amillo |
| 3    | Royaume-Uni | Jerome Atkinson         |
| 3    | France      | Pierre Pinard           |

##### Kumiteféminin
| Rang | Pays           | Karatéka         |
| ---- | -------------- | ---------------- |
| 1    | France         | Sophie Berger    |
| 2    | Taipei chinois | Y. Li            |
| 3    | Taipei chinois | S. Chiang        |
| 3    | France         | Francine Fillios |

| Rang | Pays           | Karatéka        |
| ---- | -------------- | --------------- |
| 1    | Japon          | Yukari Yamakawa |
| 2    | Japon          | T. Konishi      |
| 3    | Taipei chinois | W. Chang        |
| 3    | Royaume-Uni    | B. Morris       |

| Rang | Pays        | Karatéka        |
| ---- | ----------- | --------------- |
| 1    | Pays-Bas    | Guus van Mourik |
| 2    | Japon       | T. Yamafuka     |
| 3    | Royaume-Uni | J. Argyle       |
| 3    | Italie      | N. Ferluga      |

### Épreuve par équipes
| Rang | Pays                              |
| ---- | --------------------------------- |
| 1    | Royaume-Uni                       |
| 2    | Italie                            |
| 3    | Espagne (José María Torres, etc.) |
| 3    | Japon                             |

## Tableau des médailles
Au total, 51 médailles ont été attribuées à 14 pays différents, et six sont repartis avec au moins une médaille en or. Le Japon termine largement en tête du tableau des médailles tandis que le pays hôte se classe septième avec un total de cinq médailles.
| Tableau des médailles |                |    |        |        |       |
| Rang                  | Pays           | Or | Argent | Bronze | Total |
| 1                     | Japon          | 6  | 2      | 3      | 11    |
| 2                     | Royaume-Uni    | 3  | 1      | 4      | 8     |
| 3                     | France         | 1  | 2      | 4      | 7     |
| 4                     | Finlande       | 1  | 2      | 0      | 3     |
| 5                     | Pays-Bas       | 1  | 0      | 2      | 3     |
| 6                     | Suisse         | 1  | 0      | 0      | 1     |
| 7                     | Taipei chinois | 0  | 2      | 3      | 5     |
| 7                     | Italie         | 0  | 2      | 3      | 5     |
| 9                     | Espagne        | 0  | 1      | 2      | 3     |
| 10                    | États-Unis     | 0  | 1      | 0      | 1     |
| 11                    | Australie      | 0  | 0      | 1      | 1     |
| 11                    | Danemark       | 0  | 0      | 1      | 1     |
| 11                    | Luxembourg     | 0  | 0      | 1      | 1     |
| 11                    | Venezuela      | 0  | 0      | 1      | 1     |